# Greatest Remix Hits 3
| Đánh giá chuyên môn | Đánh giá chuyên môn |
| Nguồn đánh giá      | Nguồn đánh giá      |
| Nguồn               | Đánh giá            |
| ------------------- | ------------------- |
| Allmusic            | [ 1 ]               |

Greatest Remix Hits 3 là album phối lại của ca sĩ nhạc Pop-nhạc nhảy người Úc Kylie Minogue. Album được phát hành riêng tại Úc vào năm 1998. Album gồm những ca khúc mới và những bản phối chưa được phát hành nằm trong những album phòng thu của Minogue hợp tác với hãng PWL từ năm 1987 đến 1992.

## Danh sách ca khúc
CD 1
1. "Better the Devil You Know" (Movers and Shakers Mix) – 7:45
2. "The Loco-Motion" (Chugga-Motion Mix) – 7:41
3. "Glad to Be Alive" (7" Mix) – 3:41
4. "The Loco-Motion" (12" Master) – 9:13
5. "Hand on Your Heart" (The Heartache Mix) – 5:22
6. "Step Back in Time" (Harding/Curnow Remix) – 6:46
7. "What Do I Have to Do?" (Extended LP Mix) – 8:08
8. "Word Is Out" (Dub 1) – 3:54
9. "No World Without You" (Original 7" Mix) – 2:54
10. "Do You Dare?" (Italia 12" Mix) – 5:21

CD 2
1. "Especially for You" (Original 12" Mix) – 4:59
2. "Wouldn't Change a Thing" (Yo Yo's 12" Mix) – 6:38
3. "Never Too Late" (Oz Tour Mix) – 5:05
4. "Better the Devil You Know" (Dave Ford Remix) – 5:49
5. "Step Back in Time" (Original 12" Mix) – 8:08
6. "One Boy Girl" (12" Mix) – 4:56
7. "Word Is Out" (Summer Breeze 12" Mix) – 7:43
8. "Live and Learn" (Original 12" Mix) – 5:56
9. "Right Here, Right Now" (Tony King 12" Mix) – 7:56
10. "Finer Feelings" (Brothers in Rhythm Dub) – 4:10
11. "Celebration" (Original 7" Mix) – 4:32